# Amandus-Atheneum
Amandus-Atheneum is een buurt in de 19e-eeuwse gordel rond Antwerpen. De buurt ligt tussen Park Spoor Noord, de Italiëlei, de Seefhoek en de Carnotstraat. Samen met Stuivenberg wordt de buurt administratief tot Antwerpen Noord gerekend.
Het gedeelte ten noorden van de as Vondelstraat - Sint-Gumarusstraat - Diepestraat wordt Sint-Amandus genoemd, het deel ten zuiden ervan Atheneum. 
De buurt is net als de aanpalende Seefhoek danig in verval geraakt, een trend die de stad Antwerpen tracht te verhinderen, bijvoorbeeld door het verhuizen van de Centrale Bibliotheek naar het De Coninckplein, en het inplanten van een designcentrum aan de Winkelhaakstraat. Beide hadden tot dusver niet het verwachte resultaat, al zorgde het designcentrum wel voor het verdwijnen van de prostitutie in de buurt.